# Сан Теодоро (Месина)
Сан Теодоро (итал. San Teodoro) је насеље у Италији у округу Месина, региону Сицилија.
Према процени из 2011. у насељу је живело 1421 становника. Насеље се налази на надморској висини од 1168 м.

## Становништво
Према резултатима пописа становништва 2011. у општини је живело 1.421 становника.
| 1931. | 1936. | 1951. | 1961. | 1971. | 1981. | 1991. | 2001. | 2011. |
| ----- | ----- | ----- | ----- | ----- | ----- | ----- | ----- | ----- |
| 2.050 | 2.352 | 2.708 | 2.395 | 2.124 | 1.823 | 1.689 | 1.578 | 1.421 |